# Fédération internationale de la presse cinématographique
La Fédération internationale de la presse cinématographique, in acronimo FIPRESCI, è la federazione internazionale della stampa cinematografica.

## Storia
Fondata nel giugno del 1930 a Parigi, ha sede a Monaco di Baviera. È composta da circa una cinquantina di associazioni nazionali di critici cinematografici, denominate "sezioni nazionali", e da una trentina di membri individuali.

### Premi assegnati
Durante i principali festival cinematografici internazionali, una giuria composta da alcuni dei suoi membri assegna un premio FIPRESCI. Inoltre, a partire dal 1999, assegna un premio al miglior film dell'anno (Grand Prix FIPRESCI), un'iniziativa volta a sostenere il cinema più rischioso, originale e personale. Il premio è assegnato ogni anno all'apertura del festival di San Sebastian, cofondatore del premio.
Assegna anche l'European Film Award of the Critics nell'ambito degli European Film Awards, il Gran Prix per il miglior regista esordiente dell'anno e il Premio per il miglior film latinoamericano dell'anno.

## Albo d'oro dei premi

### Grand Prix
- 1999: Tutto su mia madre, di Pedro Almodóvar •  Spagna
- 2000: Magnolia, di Paul Thomas Anderson •  Stati Uniti
- 2001: Il cerchio, di Jafar Panahi •  Iran
- 2002: L'uomo senza passato, di Aki Kaurismäki •  Finlandia
- 2003: Uzak, di Nuri Bilge Ceylan •  Turchia
- 2004: Notre Musique, di Jean-Luc Godard •  Francia
- 2005: Ferro 3 - La casa vuota, di Kim Ki-duk •  Corea del Sud
- 2006: Volver, di Pedro Almodóvar •  Spagna
- 2007: 4 mesi, 3 settimane, 2 giorni, di Cristian Mungiu •  Romania
- 2008: Il petroliere, di Paul Thomas Anderson •  Stati Uniti
- 2009: Il nastro bianco, di Michael Haneke •  Germania
- 2010: L'uomo nell'ombra, di Roman Polański •  Francia/ Regno Unito
- 2011: The Tree of Life, di Terrence Malick •  Stati Uniti
- 2012: Amour, di Michael Haneke •  Austria/ Francia
- 2013: La vita di Adele, di Abdellatif Kechiche •  Francia
- 2014: Boyhood, di Richard Linklater •  Stati Uniti
- 2015: Mad Max: Fury Road, di George Miller •  Australia/ Stati Uniti
- 2016: Vi presento Toni Erdmann, di Maren Ade •  Germania
- 2017: L'altro volto della speranza, di Aki Kaurismäki •  Finlandia
- 2018: Il filo nascosto, di Paul Thomas Anderson •  Stati Uniti
- 2019: Roma, di Alfonso Cuarón •  Messico/ Stati Uniti
- 2020: non assegnato a causa della pandemia di COVID-19
- 2021: Nomadland, di Chloé Zhao •  Stati Uniti
- 2022: Drive My Car, di Ryūsuke Hamaguchi •  Giappone
- 2023: Foglie al vento, di Aki Kaurismäki •  Finlandia
- 2024: Povere creature!, di Yorgos Lanthimos •  Stati Uniti/ Regno Unito

Pedro Almodóvar e Michael Haneke sono gli unici registi ad aver vinto due volte il Grand Prix FIPRESCI, mentre Paul Thomas Anderson è l'unico nella storia ad averlo vinto tre volte.